# روجر والش
روجر والش (بالإنجليزية: Roger Walsh)‏ هو عالم إنسان أمريكي، ولد في 1946.

## وصلات خارجية
- الموقع الرسمي